# کرگی پایین
کرگی پایین یا کرگی حاجی اسحاق، روستایی در دهستان باهوکلات بخش باهوکلات شهرستان دشتیاری در استان سیستان و بلوچستان ایران است.

## جمعیت
بر پایه سرشماری عمومی نفوس و مسکن در سال ۱۳۹۵، جمعیت این روستا برابر با ۴۳۶ نفر (۸۵ خانوار) بوده‌است.